# Scaramuccia Trivulzio
Scaramuccia Trivulzio (Milão, ca. 1465 - Verona, 3 de agosto de 1527) foi um cardeal do século XVII.

## Biografia
Nasceu em uma família patrícia. Filho de Gianfermo Trivulzio e Margherita Valperga. Parente dos Cardeais Agostino Trivulzio (1517); e Antonio Trivulzio, iuniore (1557). Tio-bisavô do cardeal Giangiacomo Teodoro Trivulzio (1629). Outro cardeal da família foi Antonio Trivulzio, seniore, OCRSA (1500). Seu primeiro nome também está listado como Scaramuzio; e seu sobrenome Trivulce.
Estudou direito canônico e civil na Universidade de Pavia. Membro do Collegio dei Giurisconsulti de Milão, 1489. Leitor da Universidade de Pavia desde 1491. Abade commendatario de S. Stefano del Corno desde 1499. Referendário dos Tribunais da Assinatura Apostólica da Justiça e da Graça. Notário apostólico. Conselheiro do rei Luís XII da França. Clérigo de Milão.
Eleito bispo de Como em 14 de abril de 1508; ocupou a sé até 8 de janeiro de 1518. Opôs-se ao pseudoconcílio de Pisa, que era contra o Papa Júlio II. Assessor do V Conselho de Latrão.
Trivulzio foi criado cardeal-presbítero no consistório de 1º de julho de 1517; recebeu o chapéu vermelho e o título de S. Ciriaco alle Terme em 6 de julho. Protetor da França. Administrador da Sé de Piacenza, de 26 de setembro de 1519 a 31 de maio de 1525. Participou do conclave de 1521-1522, que elegeu o Papa Adriano VI, e do conclave de 1523, que elegeu o Papa Clemente VII. Camerlengo do Sagrado Colégio dos Cardeais, 12 de janeiro de 1526 a 11 de janeiro de 1527. Quando os franceses foram expulsos da Itália, o duque Francesco Sforza de Milão privou o cardeal de todas as rendas que tinha na Lombardia; os espanhóis também privaram o cardeal das suas rendas quando o rei Francisco I de França foi feito prisioneiro em Pavia. Administrador da Sé de Vienne, 18 de março de 1527 até sua morte.
O Cardeal Scaramuccia Trivulzio morreu em Verona em 3 de agosto de 1527, mosteiro de Magenzano (ou Maguzzano), território de Verona, durante uma viagem a Milão para alertar a cidade do perigo que corria porque o exército Bourbon estava a caminho. Enterrado naquele mosteiro.